# Y Волка
Y Волка (лат. Y Lupi), HD 132125 — одиночная переменная звезда в созвездии Волка на расстоянии (вычисленном из значения параллакса) приблизительно 2247 световых лет (около 689 парсеков) от Солнца. Видимая звёздная величина звезды — от +15,2m до +8,2m.

## Характеристики
Y Волка — красная пульсирующая переменная звезда, мирида (M) спектрального класса M7e, или Md, или Me. Эффективная температура — около 3288 K.